# Koba Guliaszwili
Koba Guliaszwili (ros. Коба Гулиашвили; gruz. კობა გულიაშვილი; ur. 13 kwietnia 1968) – radziecki, a od 1994 gruziński zapaśnik walczący w stylu klasycznym. Dwukrotny olimpijczyk. Czwarty w Atlancie 1996 i czternasty w Sydney 2000.  Walczył w kategorii 58–62 kg.
Szósty na mistrzostwach świata w 1994 i na mistrzostwach Europy w 1996 roku.